# Tangolates
Tangolates (também conhecido em Buenos Aires como Tango-Pilates e Pilates-Tango), envolve exercícios corporais que se baseiam nas características do tango e do pilates. Utiliza um método de parceria em vez de exercícios individuais e incorpora elementos aeróbicos.

## História
O Tangolates teve origem em 2004 em um hospital público para pacientes com distúrbios motores.[carece de fontes?] A fim de ajudar os pacientes em seus exercícios, cada um teve um parceiro instrutor nos exercícios.

## Pesquisa
Para avaliar os efeitos desses exercícios nos pacientes, um teste preliminar de eficácia foi realizado na sala de pilates de Tamara Di Tella. Os resultados desta pesquisa foram apresentados no 10.º Congresso Internacional de Medicina Interna, realizado de 24 a 27 de agosto de 2004, em Buenos Aires.
Segundo Di Tella, o fato de Tangolates exigir um relacionamento entre duas pessoas é um assunto de pesquisa muito interessante. Di Tella afirma que o exercício em dupla pode ajudar a estimular o cérebro e pode se tornar um caminho alternativo para o movimento bem-sucedido. "É essa ignição interna que pode funcionar apenas para alguns pacientes com distúrbios cerebrais", diz Di Tella. “O tango estimula a cooperação e cria vínculos como nenhuma outra dança, e esse é um motivador extraordinário para alguns pacientes”, diz Di Tella.

## Princípios
Tangolates combina a coordenação e a estabilidade do núcleo que é inerente ao pilates com o elemento aeróbico do tango.